# 잔나 핀투세비치
잔나 유리이우나 핀투세비치블로크(우크라이나어: Жа́нна Ю́ріївна Пінтусе́вич-Блок, 러시아어: Жа́нна Ю́рьевна Пинтусе́вич-Блок 자나 유리예브나 핀투세비치블로크[*], 1972년 7월 6일~)는 우크라이나의 육상 선수로 주 종목은 단거리 달리기이다. 혼전 성씨는 타르노폴스카(우크라이나어: Тарнопóльська, 러시아어: Тарнопо́льская 타르노폴스카야[*])이며, 초기 국제 대회에서는 이 명의로 출전했다. 
세계 선수권 대회에서 금메달 2개, 은메달 1개를 획득하며 이름을 떨쳤으나 올림픽에서는 입상에 실패하였다. 1996년과 2000년 하계 올림픽에서 100m와 200m 경주에 나가 3번이나 결승전에 진출하였으나 메달 획득에 실패했다. 특히 2000년 올림픽에서 100m 부문에서 4위를 하며 메달을 놓치기도 했다. 마지막 올림픽인 2004년 하계 올림픽에서 100m와 100m 계주에 출전했지만 결승전 진출에 실패했다.

## 경력
소련 우크라이나 소비에트 사회주의 공화국 니진의 유대인 집안에서 태어났다. 1988년 소련 육상 청소년 국가대표로 발탁되어 같은 해 7월에 캐나다 서드베리에서 열린 1988년 세계 주니어 선수권 대회에 참가하였으며, 안젤리카 골롭첸코, 옥사나 코발료바, 나데즈다 치스탸코바와 함께 100m 계주에 출전하여 결승전에 진출했으나 실격을 당했다. 이후 1991년에 다시 소련 청소년 대표로 발탁되었고, 그 해 8월에 그리스의 테살로니키에서 열린 1991년 유럽 주니어 선수권 대회에 참가하였다. 핀투세비치는 이 대회에서 개인 금메달 2개, 단체 은메달 1개를 획득하며 국제 대회에서 처음으로 성과를 냈다. 우승 종목 중 하나인 100m 종목에서는 11.35초의 기록으로 영국의 마시아 리처드슨과 독일의 베티나 치프를 꺾었으며, 200m 종목에서는 23.56초의 기록으로 이탈리아의 자다 갈리나와 영국의 캐서린 메리를 제치며 우승을 했다. 안나 코자크, 나탈리야 샤로바, 넬리 보론코바와 함께 출전한 400m 계주에서는 3분 37.30초의 기록으로 독일의 뒤를 이어 은메달을 획득하였다. 나탈리야 메하노시나, 류드밀라 갈키나, 이리나 푸하와 함께 참가한 100m 계주에서는 45.37초의 기록으로 독일, 영국, 이탈리아에 밀려 4위를 기록했다.
소련의 붕괴 후 출신국인 우크라이나 국적을 취득했다. 1992년에 독립국가연합 국가대표로 발탁되어, 그 해 2월에 이탈리아 제노바에서 열린 1992년 유럽 실내 선수권 대회에 참가하였다. 핀투세비치는 이 대회 60m 종목에서 7.17초의 기록으로 불가리아의 아넬리야 누네바와 같은 독립국가연합 팀의 나데즈다 로슙키나를 누르고 금메달을 획득했다. 같은 해 9월에는 쿠바 아바나에서 열린 1992년 IAAF 월드컵에 독립국가연합팀으로 참가하였으며, 나탈리야 보로노바, 옐레나 미제라, 올가 보고슬롭스카야와 함께 출전한 100m 계주에서는 44.55초의 기록으로 5위를 기록했다.
1993년부터 본격적으로 우크라이나 국가대표로 활동하기 시작했으며, 그 해 3월 캐나다 토론토에서 열린 1993 년 세계 실내 선수권 대회에 참가하였다. 60m 종목에 출전했으며, 7.21초의 기록으로 미국의 게일 디버스와 러시아의 이리나 프리발로바의 뒤를 이어 동메달을 획득했다. 같은 해 8월 독일 슈투트가르트에서 열린 1993년 세계 선수권 대회를 통해 처음으로 세계 육상 선수권 대회에 참가하였다. 핀투세비치는 이 대회에서 100m 준결승까지 진출했으나 준결승 1조에서 8위를 기록하며 결승 진출에는 실패했다. 200m 종목에서는 참가권을 보유하고 있었으나 기권하였다. 1994년 8월 핀란드의 헬싱키에서 열린 1994년 유럽 선수권 대회에서 은메달 2개를 획득하여 처음으로 유럽 선수권 대회 메달을 획득했다. 이 대회 100m 종목에서는 11.10초를 기록하며 러시아의 프리발로바의 뒤를 이어 2위를 했고, 200m 종목에서는 22.77초의 기록으로 100m 우승자인 프리발로바의 뒤를 이어 2위를 기록했다. 안토니나 슬류사르, 빅토리야 포멘코, 이리나 슬류사르와 함께 출전한 100m 계주에서는 43.61초의 기록으로 독일, 러시아, 불가리아의 뒤를 이어 4위에 올랐다. 1995년 8월 스웨덴 예테보리에서 열린 1995년 세계 선수권 대회에 참가하였으며, 100m 종목에서 11.07초의 기록으로 5위를 기록했다. 200m 종목에서는 에선 2조에서 23.30초의 기록으로 4위를 기록하며 탈락했다.
1996년 7월 미국 애틀랜타에서 열린 자신의 첫 올림픽인 1996년 하계 올림픽에 참가했다. 100m 종목에서는 결승까지 진출하였으나 11.14초의 기록으로 최하위인 8위를 기록했다. 200m에서는 준준결승전까지 올랐으며, 준준결승 4조에서 23.68초를 기록하며 8위를 하며 준결승 진출에는 실패했다. 1997년 8월에는 그리스 아테네에서 열린 1997년 세계 선수권 대회에 참가하였으며, 200m 종목에서 금메달, 100m 종목에서 은메달을 따며 처음으로 세계 육상 선수권 대회 메달을 획득하였다. 100m 종목에서는 10.85초의 기록으로 미국의 매리언 존스의 뒤를 이어 2위에 올랐으며, 200m 종목에서는 22.32초의 기록으로 스리랑카의 수산티카 자야싱게와 자메이카의 멀린 오티를 누르고 금메달 획득에 성공하였다. 이후 1998년 7월에 미국 뉴욕에서 열린 1998년 굿윌 게임에 우크라이나 국가대표로 참가하였다. 이 대회에서 100m와 200m 모두 결승 진출에 성공했으며, 각각 11.09초, 22.46초의 기록으로 미국의 존스의 뒤를 이어 은메달 2개를 획득했다. 같은 해 8월에 헝가리 부다페스트에서 열린 1998년 유럽 선수권 대회 100m 종목에서는 결승에서 10.92초의 시즌 최고 기록을 세웠으나 프랑스의 크리스틴 아롱, 러시아의 프리발로바, 그리스의 에카테리니 타누에게 밀려 메달 획득에는 실패하고 4위에 올랐다. 200m 종목에서는 22.74초의 기록으로 프리발로바의 뒤를 이어 2위로 은메달을 획득했다. 1999년 8월에는 스페인 세비야에서 열린 1999년 세계 선수권 대회에 참가하였다. 핀투세비치는 100m에서 10.95초의 기록을 세웠으며, 미국의 존스와 잉어 밀러, 그리스의 타누의 뒤를 이어 4위를 기록했다. 200m 종목에서는 준준결승에서 기권했다.
2000년 9월 오스트레일리아 시드니에서 열린 2000년 하계 올림픽에 우크라이나 국가대표로 참가하였고, 100m와 200m에 출전하여 모두 결승전에 진출하였다. 올림픽 메달을 획득한 적이 없던 핀투세비치는 시드니 올림픽 100m 부문에서 11.20초의 기록을 세우며 미국의 존스, 그리스의 타누, 자메이카의 타이나 로런스의 뒤를 이어 올림픽 메달권에 제일 가까운 4위에 올랐다. 200m 부문에서는 22.66초의 시즌 최고 기록을 세웠으나 7위에 머물렀다. 이후 같은 해 10월에 카타르 도하에서 열린 2000년 IAAF 그랑프리 파이널에 참가하였으며, 100m에서 11.16초를 기록하며 미국의 존스와 크리스티 게인스, 바하마의 세버시다 파인스의 뒤를 이어 4위에 올랐으나 이후 2007년에 우승자인 존스의 도핑이 적발되며 3위가 되어 동메달을 승계받게 되었다. 2001년 8월에 캐나다 에드먼턴에서 열린 2001년 세계 선수권 대회에 참가하였으며, 100m 부문에서 10.82초의 기록으로 그리스의 타누와 바하마의 챈드라 스터럽을 누르고 우크라이나 국가 기록을 갱신하며 우승을 차지하였다.
2004년 그리스 아테네에서 열린 2004년 하계 올림픽에서는 100m와 100m 계주에 출전했지만 결승전 진출에 실패하고 말았다.